# Liane Berkowitz
Liane Berkowitz, född 7 augusti 1923 i Berlin, död 5 augusti 1943 i Plötzenseefängelset i Berlin, var en tysk motståndskämpe mot den nazistiska regimen.

## Biografi
Liane Berkowitz växte upp i Schöneberg i Berlin. Hon var dotter till den ryske dirigenten Wiktor Wassiljew och sånglärarinnan Katharina Jewsejenko. När fadern dog, gifte modern om sig med Henry Berkowitz, som adopterade Liane.
År 1941 träffade Berkowitz motståndskämparna Eva Rittmeister, John Rittmeister, Ursula Goetze, Otto Gollnow, Fritz Thiel och Friedrich Rehmer och anslöt sig till motståndsgruppen Röda kapellet. Rehmer blev senare hennes fästman.
I maj 1942 invigdes propagandautställningen Das Sowjet-Paradies i Lustgarten i Berlin. Syftet var att rättfärdiga kriget mot Sovjetunionen och judebolsjevismen. Tillsammans med Otto Gollnow protesterade Berkowitz mot denna nazistiska utställning genom att sätta upp anti-nazistiska klistermärken i området mellan Kurfürstendamm och Uhlandstrasse. Texten löd:
Ständige Ausstellung
Das NAZI-PARADIES
Krieg Hunger Lüge Gestapo
Wie lange noch?
I september 1942 greps Berkowitz av Gestapo och ställdes inför Reichskriegsgericht. Den 18 januari 1943 dömdes hon till döden för förberedelse till högförräderi och för att ha hjälpt fienden. Berkowitz och Rehmers dotter Irene föddes den 12 april 1943. I juli 1943 avslog Adolf Hitler Berkowitz nådesansökan, trots att Reichskriegsgericht hade rekommenderat att dödsdomen skulle omvandlas till fängelse. Liane Berkowitz halshöggs den 5 augusti samma år, tillsammans med bland andra Cato Bontjes van Beek och Ursula Goetze.